# Pluto och bumerangen
Pluto och bumerangen (engelska: Mickey Down Under) är en amerikansk animerad kortfilm med Musse Pigg och Pluto från 1948.

## Handling
Musse Pigg och Pluto är i Australien där Musse driver en egen bananodling. Under vistelsen råkar Pluto ut för problem med en bumerang som Musse kastat, samtidigt som Musse själv hamnar i bråk med en emumamma som är arg över att han försökt stjäla hennes ägg.

## Om filmen
Filmen är den 121:a Musse Pigg-kortfilmen som producerades och den första som lanserades år 1948.

### Svenska utgivningar
Filmen hade svensk premiär den 8 augusti 1949 på biografen Spegeln i Stockholm.
Filmen har en alternativtitel på engelska; Bing Bang Bumerang. Den har haft flera svenska titlar genom åren: Pluto och bumerangen när filmen visades på bio 1949 och Musses boomerang när filmen visades på Kanal 1 den 20 december 1991.
Filmen finns i flera olika DVD-utgåvor och finns dubbad till svenska.

## Rollista
- James MacDonald – Musse Pigg
- Pinto Colvig – Pluto[9]